# トレードピア淀屋橋
トレードピア淀屋橋（トレードピアよどやばし）は、大阪府大阪市中央区今橋にあるオフィスビルである。

## 概要
1976年にBCS賞を受賞した。トレードピア（Tradepia）という名前は社内公募で決められ、トレード（Trade・商業、貿易、交易）とユートピア（Utopia・理想郷）を語源とする合成語である。
元は、日商岩井（現双日）の大阪本社ビルで、2008年11月にNTT都市開発に売却したが、その後も複数の双日グループの企業が事務所を構える。NTT都市開発は、プレミア投資法人に対し、当ビルの底地を2014年3月31日に65億円で譲渡しているが、2016年12月20日に67億円で買い戻している。そして、2017年1月には、当ビルに本社を置くジャパンエステート株式会社より、ジャパンエステート合同会社が当ビルを取得したことが発表されている。2022年1月には清水建設が取得した。

## テナント
- 富士フイルムビジネスイノベーションジャパン大阪支社
- 三菱化工機大阪支社
- NTT西日本アセット・プランニング関西支店
- グランツ本社
- アーク不動産本社
- 礎大阪支社
- ジャパンエステート本社
- 株式会社エムジー（旧社名：エム・システム技研）本社・関西支店・カスタマセンター
- 八州電工株式会社　本社

なお、当ビルの住所（大阪府大阪市中央区今橋2丁目5番8号）を所在地（本店）として登記している法人は40法人ある（2023年6月11日時点）。

## 最寄駅
- Osaka Metro御堂筋線・京阪電鉄淀屋橋駅から徒歩3分
- Osaka Metro堺筋線・京阪電鉄北浜駅から徒歩4分